# Ашот II Залізний
Ашот II Залізний (вірм. Աշոտ Բ Երկաթ; д/н — 928) — шахиншах Вірменії у 914—928 роках, визначний вірменський політичний та військовий діяч.

## Біографія

### Молоді роки
Походив з династії Багратіди. Народився, напевне, у Баґарані, тодішній столиці вірменського царства. Син Смбата I, царя Вірменії. Ще замолоду брав участь у військових діях проти арабських загарбників. У 910 році при Дзкнавачаре разом із своїм братом Мушегом зазнав поразки від військ Юсуфа, еміра Атрапатакана. У 914 гине батько внаслідок зради значної кількості вірменських ішханів (князів).

### Володар Вірменії
У 914 році в м. Баґарані Ашота оголошено новим вірменським царем. Проти цього виступив емір Юсуф, який рушив до Вірменії, де оголосив новим царем Ашота Шапуряна, який теж походив з династії Багратідів. З цього моменту Ашот II починає нову війну проти арабських загарбників. З 915 року Ашот II вдало воює проти прибічників арабів серед вірменських ішханів. Завдав поразки Ашоту Шапуряну під час «Війни двох Ашотів», згодом оволодів місцевостями Багреванд, Ширак, Утік, розбив Шамшульдів з князівства Гугарк, Гардманів з князівства Сасун, ішханів Амрамідів. У 918 році католікос Ованес V виступив посередником між вірменськими ішханами з метою замирити їх для боротьби проти Аббасидів. Разом з тим домовлявся про військовий союз Вірменії з Абхазією, Грузією й Візантією. Особисто сам цар Вірменії звертається по допомогу до імператора Костянтина VII, який спочатку надав дипломатичну поміч, змусивши еміра Юсуфа на деякий час відступити. У 920 році на поміч Вірменії рушили візантійські війська.
Зрештою у 921 році відбулася вирішальна битва біля озера Севан, в якій емір Юсуф та його союзники зазнали нищівної поразки. Після цього Ашот II звільнив від загарбників більшість вірменських земель, а також приєднав до своїх володінь емірат Тбілісі. З огляду на це у 922 році халіф Аль-Муктадір визнав Ашота II Багратіда царем царів. Після цього цар Вірменії придушив декілька змов ішханів, відбив напад Абхазії, попередив заколот на користь свого брата Абаса. Втім завдяки католікосу Ованесу V вдалося замирити Ашота II з усіма підлеглими, а також абхазьким та грузинським володарями. Після цього вороги вже не наважувалися нападати на Вірменію, вона здобула фактичну незалежність. Останнім досягненням Ашота II стало визнання васалітету з боку еміра Двіна.

## Родина
Дружина (з 917 року) — Марія Качумська
Дітей не було